# Dendrocoris reticulatus
Dendrocoris reticulatus är en insektsart som beskrevs av Barber 1911. Dendrocoris reticulatus ingår i släktet Dendrocoris och familjen bärfisar. Inga underarter finns listade i Catalogue of Life.